# Classification tinctoriale des colorants
La classification tinctoriale des colorants se compose des familles suivantes :
- Les colorants acides.
- Les colorants à mordant.
- Les colorants au soufre.
- Les colorants azoïques insolubles.
- Les colorants basiques ou cationiques.
- Les colorants de cuve.
- Les colorants directs.
- Les couleurs d'oxydation.
- Les colorants métallifères 1.1.
- Les colorants métallifères 1.2.
- Les colorants plastosolubles ou dispersés.

- Les colorants réactifs.

Les pigments
- Les pigments colorés.

(La dernière catégorie est la seule qui ne soit pas constituée uniquement de colorants appartenant à la chimie organique, mais également de colorants provenant de la chimie minérale)
- Les colorants pigmentaires.